# 康特卢 (芒什省)
康特卢（法語：Canteloup，法語發音：[kɑ̃tlu] ⓘ）是法国芒什省的一个市镇，属于瑟堡区。

## 地理
康特卢（49°38'44"N, 1°21'8"W）面积4.28 平方千米，位于法国诺曼底大区芒什省，该省份为法国西北部沿海省份，西、北、东北三面环大西洋，东起顺时针与卡爾瓦多斯省、奧恩省、马耶讷省和伊勒-维莱讷省接壤。
与康特卢接壤的市镇（或旧市镇、城区）包括：克利图尔、瓦尔康维尔、勒瓦。

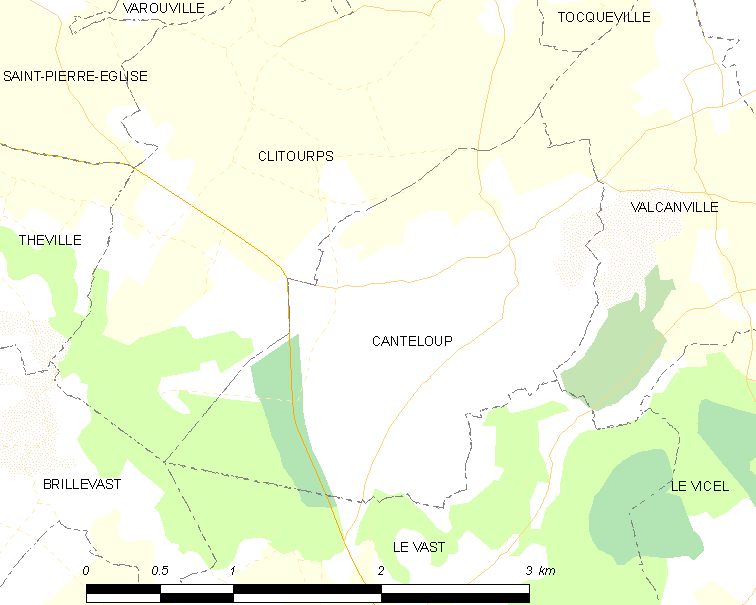
的OSM定位图

康特卢的时区为UTC+01:00、UTC+02:00（夏令时）。

## 行政
康特卢的邮政编码为50330，INSEE市镇编码为50096。

## 政治
康特卢所属的省级选区为赛尔河谷县。

## 人口

1962-2008年间人口变化图示

康特卢于2022年1月1日时的人口数量为216人。